# Lập kế hoạch bán hàng và hoạt động
Lập kế hoạch bán hàng và hoạt động (S&OP) là một quy trình quản lý kinh doanh tích hợp thông qua đó nhóm điều hành / lãnh đạo liên tục đạt được sự tập trung, liên kết và đồng bộ hóa giữa tất cả các chức năng của tổ chức. Quy trình S&OP bao gồm dự báo cập nhật dẫn đến kế hoạch bán hàng, kế hoạch sản xuất, kế hoạch lưu kho, kế hoạch thời gian chờ khách hàng (backlog), kế hoạch phát triển sản phẩm mới, kế hoạch sáng kiến chiến lược và kế hoạch tài chính. Tần suất kế hoạch và đường chân trời lập kế hoạch phụ thuộc vào chi tiết cụ thể của ngành công nghiệp. Vòng đời sản phẩm ngắn và biến động nhu cầu cao đòi hỏi S&OP chặt hơn các sản phẩm được tiêu thụ đều đặn. Thực hiện tốt, quy trình S&OP cũng cho phép quản lý chuỗi cung ứng hiệu quả.
Một quy trình S&OP được thực hiện đúng cách thường xuyên xem xét nhu cầu của khách hàng và nguồn cung cấp và "tái kế hoạch" định lượng trên một đường chân trời lăn được đồng ý. Quy trình tái lập kế hoạch tập trung vào những thay đổi từ kế hoạch bán hàng và hoạt động đã được đồng ý trước đó, đồng thời giúp nhóm quản lý hiểu cách công ty đạt được mức hiệu suất hiện tại, trọng tâm chính của nó là hành động và kết quả được dự đoán trong tương lai.
Những phát triển mới nhất trong kế hoạch bán hàng và hoạt động về cách quy trình lập kế hoạch đặt  khách hàng làm trung tâm nhiều hơn được viết bởi Richard (Dick) Ling và Andy Coldrick trong chương 20 trong ấn bản thứ ba của MRP của Orlicky.

## Các định nghĩa
APICS định nghĩa S & OP là "chức năng thiết lập mức sản lượng sản xuất tổng thể (kế hoạch sản xuất) và các hoạt động khác để đáp ứng tốt nhất các mức bán hàng hiện tại (kế hoạch bán hàng và/hoặc dự báo), trong khi đáp ứng các mục tiêu kinh doanh chung về lợi nhuận, năng suất, Institute for Supply Management® định nghĩa nó là "làm việc chéo với các đơn vị kinh doanh nội bộ để dự báo nhu cầu, hàng tồn kho, cung cấp và thời gian khách hàng dự đoán dựa trên dự báo doanh số bán hàng Một trong những mục tiêu chính của nó là thiết lập tỷ lệ sản xuất sẽ đạt được mục tiêu quản lý của việc duy trì, nâng cao hoặc giảm hàng tồn kho hoặc tồn đọng, trong khi thường cố gắng giữ cho lực lượng lao động tương đối ổn định. Nó phải được chân trời đủ để lên kế hoạch cho lao động, trang thiết bị, cơ sở vật chất, vật liệu và tài chính cần thiết để hoàn thành việc sản xuất kế hoạch. Vì kế hoạch này ảnh hưởng đến nhiều chức năng của công ty, nó thường được chuẩn bị với thông tin từ tiếp thị, sản xuất, kỹ thuật, tài chính, vật liệu, v.v.."
Kế hoạch bán hàng và hoạt động đã phát triển thành một quy trình kinh doanh chính được áp dụng để quản lý số dư và cân bằng giữa các ưu đãi mâu thuẫn giữa phía cung và cầu của chuỗi cung ứng và mang lại nhiều cơ hội tạo ra giá trị. Đây là một trong những quy trình kinh doanh quan trọng nhất được sử dụng để đạt được hiệu suất tốt nhất trong lớp học để luôn vượt trội so với các đối thủ cạnh tranh. Ngày càng được xem là cần thiết để đồng bộ hóa toàn bộ chuỗi cung ứng nhằm nâng cao hiệu quả của nó. Nó cũng được mô tả là "một tập hợp các quy trình ra quyết định để cân bằng giữa cung và cầu, để tích hợp kế hoạch tài chính và lập kế hoạch hoạt động, và liên kết các kế hoạch chiến lược cấp cao với các hoạt động hàng ngày."

## Quy trình lập kế hoạch
S & OP là kết quả của các hoạt động lập kế hoạch hàng tháng. Nó thường dựa trên Kế hoạch hoạt động hàng năm (AOP) hoạt động như mục tiêu hàng năm của công ty về doanh thu và nguồn cung. Do đó, kế hoạch bán hàng và hoạt động là một phương tiện để từng bước hoàn thành các mục tiêu AOP - bằng cách liên kết kế hoạch bán hàng và tiếp thị hàng tháng trực tiếp với phía hoạt động của doanh nghiệp. Quy trình quyết định S & OP hàng tháng được minh họa trong hình bên dưới.
Đường chân trời quy hoạch cho một quy trình S&OP điển hình là dài hạn và kéo dài hơn 18-36 tháng. Việc lựa chọn một chân trời thời gian là một quyết định quan trọng và có những yếu tố khác nhau ảnh hưởng đến quyết định này bao gồm loại ngành, đặc điểm sản phẩm và thời gian của năm khi lập kế hoạch S&OP diễn ra. Ngoài ra, quy trình S&OP được tiến hành ở cấp độ tổng hợp. Trọng tâm thường là trên các sản phẩm gia đình chứ không phải mọi sản phẩm.

## Thực hành tốt nhất
Các phương pháp hay nhất của S&OP chia sẻ một nhóm phương pháp chung:
- Dựa trên phương pháp tiếp cận từng giai đoạn: S&OP là một tập hợp các quy trình và công nghệ kinh doanh tích hợp hơn một quy trình hoặc công nghệ toàn diện. Nếu bạn chỉ tập trung vào việc thực hiện một công nghệ mới và nghĩ rằng S&OP sẽ có hình thành nên điều kỳ diệu, bạn đã sai.
- Phát triển chuỗi các sáng kiến S&OP "từ ngoài vào trong": thông thường, các sự kiện sẽ có tác động sâu sắc và tiêu cực nhất đến kế hoạch bán hàng và hoạt động là những điều nằm ngoài tầm kiểm soát của bạn. Hầu hết trong số đó là do các quyết định và hành động của khách hàng, đối tác và đối thủ cạnh tranh của bạn, tác động trực tiếp đến doanh thu của bạn và chiến lược của đối thủ cạnh tranh.
- Tập trung vào nhiều thông tin hơn, ít dữ liệu hơn: một chìa khóa khác để S&OP thành công là dữ liệu rõ ràng, có tính cập nhật và chính xác. Các kế hoạch thường bị chậm lại bởi nỗ lực thu thập dữ liệu có tầm quan trọng tối thiểu đối với dự án tổng thể. Điều quan trọng là đảm bảo rằng bạn biết chính xác vấn đề kinh doanh nào bạn đang cố gắng giải quyết và hiểu dữ liệu tối thiểu cần thiết cho dự án.
- Cung cấp khả năng lãnh đạo hiệu quả cho quy trình. S&OP vượt qua ranh giới của tổ chức - đó là sức mạnh của nó và cũng là điểm yếu của nó. Nhiều doanh nghiệp thấy rằng nỗ lực của họ để thực hiện S&OP là thất vọng bởi căng thẳng nội bộ giữa các phòng ban. Thực tế tốt nhất kinh điển cho thấy rằng S&OP phải được sở hữu cho Tổng Giám đốc điều hành. Nếu điều đó là không thể thì một liên minh thống nhất mạnh mẽ của các trưởng bộ phận có thể dẫn dắt quá trình nếu họ thiết lập các quy tắc và ranh giới rõ ràng để làm việc cùng nhau.